# Lasioglossum aurigrum
Lasioglossum aurigrum är en biart som först beskrevs av Karl V. Krombein 1950.
Lasioglossum aurigrum ingår i släktet smalbin och familjen vägbin. Inga underarter finns listade i Catalogue of Life.